# اریک استیون ادلمن
اریک استیون ادلمن (انگلیسی: Eric S. Edelman؛ زادهٔ ۲۷ اکتبر ۱۹۵۱) سیاست‌مدار اهل ایالات متحده آمریکا است.